# Dryandra
Dryandra R. Br. – rodzaj roślin z rodziny srebrnikowatych (Proteaceae). Obejmuje 94 gatunki występujące endemicznie w południowo-zachodniej Australii.

## Systematyka
Pozycja i podział rodziny według Angiosperm Phylogeny Website (aktualizowany system APG III z 2009)
Rodzaj z rodziny srebrnikowatych stanowiącej grupę siostrzaną dla platanowatych, wraz z którymi wchodzą w skład rzędu srebrnikowców, stanowiącego jedną ze starszych linii rozwojowych dwuliściennych właściwych. W obrębie rodziny rodzaj stanowi klad bazalny w plemieniu Banksieae Rchb., 1828. Plemię to klasyfikowane jest do podrodziny Grevilleoideae Engl., 1892.
Wykaz gatunków
| - Dryandra acanthopoda A.S.George - Dryandra anatona A.S.George - Dryandra arborea C.A.Gardner - Dryandra arctotidis R.Br. - Dryandra armata R.Br. - Dryandra aurantia A.S.George - Dryandra baxteri R.Br. - Dryandra bipinnatifida R.Br. - Dryandra blechnifolia R.Br. - Dryandra borealis A.S.George - Dryandra brownii Meisn. - Dryandra calophylla R.Br. - Dryandra carlinoides Meisn. - Dryandra catoglypta A.S.George - Dryandra cirsioides Meisn. - Dryandra columnaris A.S.George - Dryandra comosa Meisn. - Dryandra concinna R.Br. - Dryandra conferta Benth. - Dryandra corvijuga A.S.George - Dryandra cuneata R.Br. - Dryandra cynaroides C.A.Gardner - Dryandra cypholoba A.S.George - Dryandra drummondii Meisn. - Dryandra echinata A.S.George - Dryandra epimicta A.S.George - Dryandra erythrocephala C.A.Gardner - Dryandra falcata R.Br. - Dryandra fasciculata A.S.George - Dryandra ferruginea Kippist ex Meisn. - Dryandra fililoba A.S.George - Dryandra foliolata R.Br. - Dryandra foliosissima C.A.Gardner - Dryandra formosa R.Br. - Dryandra fraseri R.Br. - Dryandra fuscobractea A.S.George - Dryandra glauca A.S.George - Dryandra hewardiana Meisn. - Dryandra hirsuta A.S.George - Dryandra horrida Meisn. - Dryandra idiogenes A.S.George - Dryandra insulanemorecincta A.S.George - Dryandra ionthocarpa A.S.George - Dryandra kippistiana Meisn. - Dryandra lepidorhiza A.S.George - Dryandra lindleyana Meisn. - Dryandra longifolia R.Br. | - Dryandra meganotia A.S.George - Dryandra mimica A.S.George - Dryandra montana C.A.Gardner ex A.S.George - Dryandra mucronulata R.Br. - Dryandra nana Meisn. - Dryandra nervosa R.Br. - Dryandra nivea (Labill.) R.Br. - Dryandra nobilis Lindl. - Dryandra obtusa R.Br. - Dryandra octotriginta A.S.George - Dryandra pallida A.S.George - Dryandra platycarpa A.S.George - Dryandra plumosa R.Br. - Dryandra polycephala Benth. - Dryandra porrecta A.S.George - Dryandra praemorsa Meisn. - Dryandra preissii Meisn. - Dryandra prionotes A.S.George - Dryandra proteoides Lindl. - Dryandra pseudoplumosa A.S.George - Dryandra pteridifolia R.Br. - Dryandra pulchella Meisn. - Dryandra purdieana Diels - Dryandra quercifolia Meisn. - Dryandra rufistylis A.S.George - Dryandra sclerophylla Meisn. - Dryandra seneciifolia R.Br. - Dryandra serra R.Br. - Dryandra serratuloides Meisn. - Dryandra sessilis (Knight) Domin - Dryandra shanklandiorum Randall - Dryandra shuttelworthiana Meisn. - Dryandra speciosa Meisn. - Dryandra squarrosa R.Br. - Dryandra stenoprion Meisn. - Dryandra stricta A.S.George - Dryandra stuposa Lindl. - Dryandra subpinnatifida C.A.Gardner - Dryandra subulata C.A.Gardner - Dryandra tenuifolia R.Br. - Dryandra tortifolia Kippist ex Meisn. - Dryandra tridentata Meisn. - Dryandra trifontinalis A.S.George - Dryandra vestita Meisn. - Dryandra viscida A.S.George - Dryandra wonganensis A.S.George - Dryandra xylothemelia A.S.George |